# La ragazza e l'ufficiale
La ragazza e l'ufficiale (Kurt Seyit ve Şura) è un serial televisivo drammatico turco, trasmesso su Star TV dal 4 marzo al 20 novembre 2014. Si tratta di un libero adattamento dei romanzi Kurt Seyt & Shura (1992) e Kurt Seyt & Murka (1993) della scrittrice turca Nermin Bezmen, a sua volta basati sulla vita del nonno dell'autrice, con alcune deviazioni sia dalla realtà che dal racconto. 
In Italia la serie è andata in onda in prima serata su Canale 5 dal 9 giugno al 17 settembre 2023.

## Trama
Kurt Seyit è il figlio maggiore di una famiglia turca di Crimea. Kurt Seyit, che ha ammirato suo padre fin dall'infanzia, è diventato uno dei migliori ufficiali dello Zar, proprio come lui, e quando sarà il momento sposerà una ragazza turca. Şura, la figlia più giovane di una nobile famiglia russa, è infelice perché suo padre ha una malattia terminale. Portano sua sorella maggiore, Valentina, e suo padre a Pietrogrado (l'attuale San Pietroburgo) per le cure. Quando vengono qui, diventano ospiti del vecchio compagno di Kurt Seyit, Petro e della sua famiglia. Petro, che ha lasciato la professione a causa di un errore durante la guerra, aiuta Kurt Seyit e Şura a incontrarsi. Tuttavia, Petro nutre segretamente ostilità nei confronti di Kurt Seyit. Quest'ultimo e Şura, che partecipano a una festa, si vedono per la prima volta e si innamorano a prima vista.

## Puntate
In Turchia la serie è andata in onda su Star TV dal 4 marzo al 20 novembre 2014: la prima stagione è stata trasmessa dal 4 marzo al 10 giugno 2014, mentre la seconda ed ultima stagione dal 23 settembre al 20 novembre 2014.
In Italia la serie è andata in onda in prima serata su Canale 5 dal 9 giugno al 17 settembre 2023: la prima stagione è stata trasmessa dal 9 giugno al 6 agosto 2023, mentre la seconda ed ultima stagione dal 13 agosto al 17 settembre 2023.
| Stagione         | Puntate | Puntate | Prima TV | Prima TV |
| Stagione         | Turchia | Italia  | Turchia  | Italia   |
| ---------------- | ------- | ------- | -------- | -------- |
| Prima stagione   | 13      | 30      | 2014     | 2023     |
| Seconda stagione | 8       | 16      | 2014     | 2023     |

## Personaggi e interpreti

### Personaggi principali
- Seyit Eminof (episodi 1-21), interpretato da Kıvanç Tatlıtuğ, doppiato da Gabriele Vender.
- Alexandra "Şura" Verjenskaya (episodi 1-21), interpretata da Farah Zeynep Abdullah, doppiata da Giulia Franceschetti.
- Mürvet "Murka" (episodi 14-21), interpretata da Fahriye Evcen, doppiata da Laura Marcucci.
- Petro Borinsky (episodi 1-21), interpretato da Birkan Sokullu, doppiato da Gabriele Sabatini.
- Celil Kamilof (episodi 1-21), interpretato da Ushan Çakır, doppiato da Gabriele Pellicanò.
- Mirza Mehmet Eminof, interpretato da Serdar Gökhan, doppiato da Gianni Giuliano.
- Nermin Bezmen (episodi 7-13) / Emine (episodi 14-21), interpretata da Zerrin Tekindor, doppiata da Roberta Pellini.
- Valentina "Tina" Verjenskaya (episodi 1-21), interpretata da Seda Güven, doppiata da Isabella Benassi.
- Güzide (episodi 2-21), interpretata da Elçin Sangu, doppiata da Giulia Santilli.
- Baronessa Lola Polyanskaya (episodi 2-13), interpretata da Aslı Orcan, doppiata da Vanina Marini.
- Alina "Alya" Sokolova (episodi 8-21), interpretata da Demet Özdemir, doppiata da Joy Saltarelli.
- Yusuf (episodi 1-21), interpretato da Çağlar Ertuğrul, doppiato da Francesco Fabbri.
- Ayşe (episodi 5-21), interpretata da Melisa Aslı Pamuk, doppiata da Sara Torresan.

### Personaggi secondari
- Binnaz (episodi 2-21), interpretata da Sacide Taşaner, doppiata da Mirta Pepe.
- Ali Dayı (episodi 3-8, 12-21), interpretato da Osman Alkaş, doppiato da Roberto Fidecaro.
- Ahmet Yahya (episodi 6-21), interpretato da Tolga Savacı, doppiato da Mauro Gravina.
- Mahmut Eminof (episodi 1-13, 21), interpretato da Oral Özer, doppiato da Riccardo d'Aquino.
- Osman Eminof (episodi 1-7), interpretato da Barış Alpaykut, doppiato da Leonardo Lugni.
- Sabri (episodi 2-21), interpretato da Durukan Çelikkaya, doppiato da Gabriele Piancantelli.
- Tenente Billy (episodi 6-19), interpretato da Cem Bender, doppiato da Michele D'Anca.
- Zahide Eminof (episodi 1-13), interpretato da Şefika Tolun, doppiata da Cristina Aubry.
- Vladimir Savitkov (episodi 1-8), interpretata da Doğu Alpan, doppiato da Federico Frignani.
- Mikail "Mişa" Sorokin (episodi 1-8), interpretato da Berk Erçer, doppiato da Daniel Spizzichino.
- Maria Borinsky (episodi 1-6), interpretata da Zerrin Nişancı, doppiata da Giò Giò Rapattoni.
- Andrei Borinsky (episodi 1-7), interpretato da Selçuk Sazak, doppiato da Giuliano Bonetto.
- Julien Verjensky (episodi 1-4), interpretato da Atay Gergin, doppiato da Nicola Marcucci.
- Ekaterina Verjenskaya (episodi 1-10), interpretata da Emek Erel, doppiata da Sabrina Duranti.
- Nina Verjenskaya (episodi 1-11), interpretata da Tuğçe Karabacak, doppiata da Federica Bensi.
- Havva Eminof (episodi 2-13), interpretata da Sümeyra Koç, doppiata da Erica Intoppa.
- Tatiana "Tatya" Tchoupilkina (episodi 1-7), interpretata da Eva Dedova, doppiata da Francesca Barnato.
- Rıza (episodi 2-8), interpretato da Engin Şenkan, doppiato da Stefano Oppedisano.
- Galip (episodi 2-12), interpretato da Edip Tepeli, doppiato da Corrado Niro.
- Valentina Verjenskaya anziana (episodi 2-12), interpretata da Tijen Par, doppiata da Graziella Polesinanti.
- Hakkı, interpretato da Bora Koçak, doppiato da Maurizio Raia.
- Lütfi, interpretato da Kadır Çermik, doppiato da Stefano Billi.
- William (episodi 1-5), interpretato da Emre Yetim.
- Nadya (episodi 1-10), interpretato da Neşe Baykent, doppiata da Carolina Zaccarini.
- Boris (episodi 1-13), interpretato da Sarp Can Köroğlu, doppiato da Matteo Costantini.
- Afrikán Bogayevski (episodi 1-7), interpretato da Mehmet Yılmaz.
- Yıldız Memedov (episodi 1-3), interpretata da Filiz Kaya, doppiata da Valentina Floris.
- Yasef (episodi 1-3), interpretato da Atilla Kılıç.
- Konstantin, doppiato da Riccardo Petrozzi.
- Hacer, doppiata da Roberta Furlan.
- Esma, doppiata da Elisa Angeli.
- Fatma, doppiata da Sarah Nicolucci.
- Ismail, doppiato da Antonio Angrisano.
- Vedat, doppiato da Alessio Buccolini.
- Saime, doppiata da Micaela Incitti.
- Nevzat, doppiato da Francesco Raffaeli.
- Serge, doppiato da Federico Viola.

## Produzione
La serie è creata da Nermin Bezmen, diretta da Hilal Saral, scritta da Ece Yörenç, Melek Gençoğlu, Murat Uyurkulak e Aylin Alıveren e prodotta da Ay Yapım. Originariamente si era previsto di girare 39 episodi, tuttavia si è deciso di chiudere la serie dopo 21 episodi.